# Saint-Martin-sur-Cojeul
Saint-Martin-sur-Cojeul is een gemeente in het Franse departement Pas-de-Calais (regio Hauts-de-France) en telt 199 inwoners (1999). De plaats maakt deel uit van het arrondissement Arras.

## Geografie
De oppervlakte van Saint-Martin-sur-Cojeul bedraagt 3,4 km², de bevolkingsdichtheid is 58,5 inwoners per km².
De onderstaande kaart toont de ligging van Saint-Martin-sur-Cojeul met de belangrijkste infrastructuur en aangrenzende gemeenten.

## Demografie
Onderstaande figuur toont het verloop van het inwonertal (bron: INSEE-tellingen).

## Bezienswaardigheden
In de gemeente liggen de Britse militaire begraafplaatsen: Cojeul British Cemetery en St. Martin Calvaire British Cemetery.
1. ↑  Populations de référence 2022.